# 圣塞味利圣殿

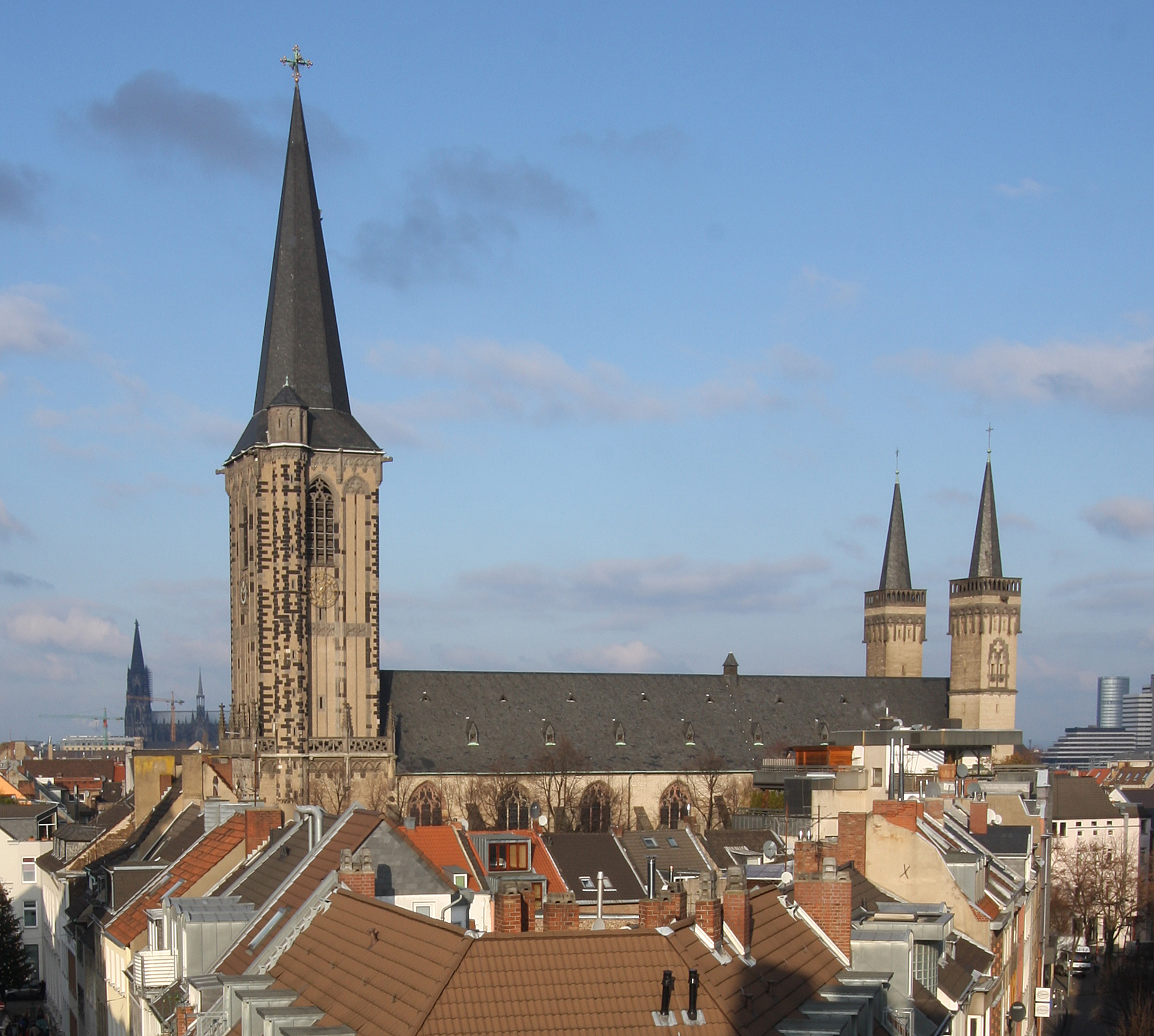
圣塞味利圣殿

圣塞味利圣殿 (Basilika St. Severin)是德国科隆的一座早期罗曼式天主教堂，供奉科隆的圣塞味利，是科隆12座罗曼式教堂之一。
圣塞味利圣殿建于4世纪晚期，曾扩建数次，目前建筑物中最古老的部分可追溯到10世纪。其钟楼高达72.90（239.2英尺）。1953年成为一座宗座圣殿。 